# Nhận diện cảm xúc

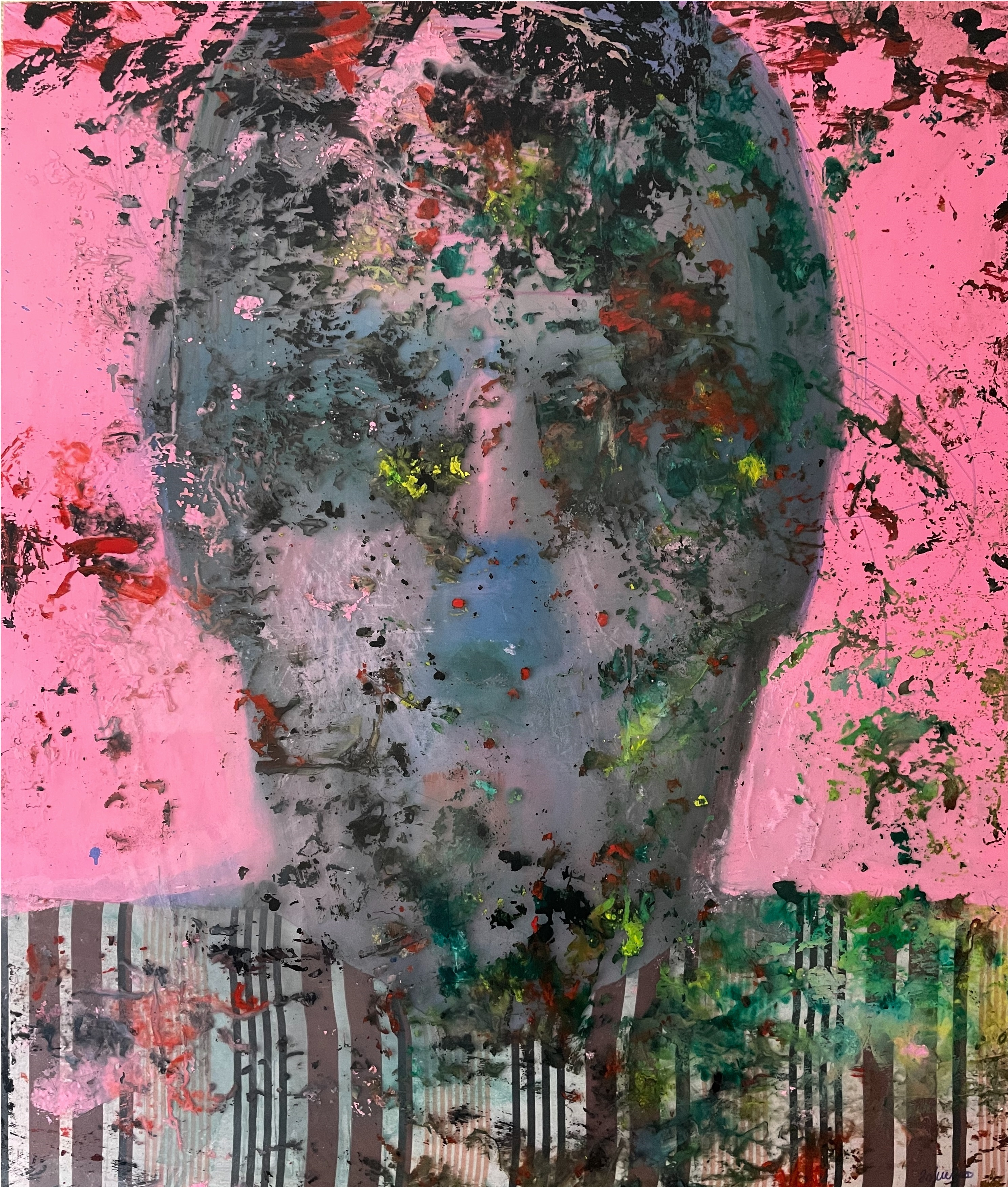
Nhận diện cảm xúc

Nhận diện cảm xúc (Emotion perception) là khả năng phát hiện, giải mã và hiểu được các sắc thái cảm xúc của bản thân và người khác thông qua các tín hiệu từ bên ngoài (phi ngôn ngữ) hoặc các tín hiệu từ người khác. Nhận thức cảm xúc bao gồm việc nhận biết trạng thái cảm xúc của người khác thông qua việc xác định được các tín hiệu cảm xúc trên gương mặt (biểu cảm), giọng nói (ngữ điệu, âm lượng), ngôn ngữ cơ thể (cử chỉ, tư thế), và các hành vi khác, sau đó là quá trình giải mã ý nghĩa để hiểu được cảm xúc đó là gì (vui, buồn, giận dữ, sợ hãi) và ý nghĩa của nó trong bối cảnh cụ thể. Nó còn là khả năng phân biệt cảm xúc, nhận ra sự khác biệt tinh tế giữa các cảm xúc gần giống nhau. Kỹ năng nhận thức cảm xúc giúp hiểu rõ hơn về thế giới nội tâm và tương tác xã hội vì dễ tạo sự đồng cảm, thấu cảm và phản ứng phù hợp và xây dựng các mối quan hệ. Khả năng nhận thức cảm xúc được cho là vừa bẩm sinh vừa chịu ảnh hưởng của môi trường, cách cảm xúc được trải nghiệm và diễn giải phụ thuộc vào cách nó được nhận thức, cách cảm xúc được nhận thức phụ thuộc vào kinh nghiệm và diễn giải trong quá khứ. Cảm xúc có thể được nhận thức chính xác ở con người, nó có thể được nhận thức bằng thị giác, thính giác, thông qua khứu giác và cả thông qua các cảm giác cơ thể, thậm chí là trực giác và quá trình này được cho là khác với nhận thức về vật chất không phải cảm xúc.

## Đại cương
Nghiên cứu về phân loại cảm xúc được nhận thức tập trung vào cuộc tranh luận giữa hai quan điểm hoàn toàn khác biệt. Một bên cho rằng cảm xúc là những thực thể riêng biệt và rời rạc, trong khi bên còn lại cho rằng cảm xúc có thể được phân loại thành các giá trị dựa trên các chiều kích của giá trị (tích cực so với tiêu cực) và kích thích (bình tĩnh/dịu dàng so với phấn khích/kích động). Nhà tâm lý học Paul Ekman đã ủng hộ quan điểm cảm xúc rời rạc này với công trình đột phá của ông so sánh nhận thức và biểu hiện cảm xúc giữa các nền văn hóa có chữ viết và tiền chữ viết. Ekman kết luận rằng khả năng tạo ra và nhận thức cảm xúc là phổ biến và bẩm sinh và rằng cảm xúc biểu hiện theo danh mục là những cảm xúc cơ bản (giận dữ, ghê tởm, sợ hãi, hạnh phúc, buồn bã, khinh miệt, ngạc nhiên, và có thể là khinh miệt). Quan điểm về chiều không gian thay thế đã nhận được sự ủng hộ từ nhà tâm lý học James Russell, người được biết đến nhiều nhất với những đóng góp của ông cho vòng tròn cảm xúc. Russell mô tả cảm xúc là cấu trúc nằm trên các chiều của giá trị và sự kích thích và chính sự kết hợp của các giá trị này đã phân định cảm xúc. Nhà tâm lý học Robert Plutchik đã tìm cách dung hòa những quan điểm này và đề xuất rằng một số cảm xúc nhất định được coi là "cảm xúc cơ bản", được nhóm lại theo hướng tích cực hoặc tiêu cực và sau đó có thể kết hợp để tạo thành những cảm xúc phức tạp hơn, đôi khi được coi là "cảm xúc thứ cấp", chẳng hạn như hối hận, tội lỗi, sự khuất phục và sự mong đợi. Plutchik đã tạo ra "bánh xe cảm xúc" để phác thảo lý thuyết của mình.